# Cool Attitude, encore plus cool
Pour le film (2005), voir Cool Attitude, le film.
Pour la série originale (2001-2005), voir Cool Attitude.
Cool Attitude, encore plus cool (The Proud Family: Louder and Prouder) est une série télévisée d'animation américaine diffusée depuis le 23 février 2022 sur Disney+. Elle fait suite à la série d'animation diffusée entre 2001 et 2005, Cool Attitude, également créée par Bruce W. Smith.
En France, elle est également disponible sur Disney+.

## Synopsis
La suite des aventures de Penny Proud et sa famille. Un défi pour la jeune fille de 14 ans qui doit associer vie familiale et scolaire. Son père, Oscar va devoir faire face à un monde qui lui est inconnu.

## Distribution

### Voix originales
| - Kyla Pratt : Penny Proud - Karen Malina White : Dijonay Jones - Aiden Dodson : BeBe (remplaçant l'actrice Tara Strong dans la série originale) - Bresha Webb : CeCe Proud (remplaçant l'actrice Tara Strong dans la série originale), - Carlos Alazraqui : Puff le chien - Jo Marie Payton : Suga Mama Proud - Paula Jai Parker : Trudy Proud (née Parker) - Tommy Davidson : Oscar Proud - Soleil Moon Frye : Zoey Howzer - Alisa Reyes : Maria Boulevardez (LaCienega en VO) | - Raquel Lee Bolleau : les sœurs Gross - Zachary Quinto : Barry Leibowitz-Jenkins - Billy Porter : Randall Leibowitz-Jenkins - EJ Johnson : Michael Collins (remplaçant l'acteur Phil LaMarr dans la série originale) - Keke Palmer : Maya Leibowitz-Jenkins - Asante Blackk : Kareem - Cedric the Entertainer : Bobby Proud - Carlos Mencia : Felix Boulevardez - Maria Canals : Victoria Boulevardez (Sunset Boulevardez en VO) |

### Voix françaises
- Karine Foviau : Penny Proud
- Serge Faliu : Oscar Proud
- Zaïra Benbadis : Trudy Proud
- Danièle Hazan (saisons 1-2) puis Laurence Mongeaud (saison 3) : Mamita
- Emmanuelle Rivière : Victoria Boulevardez
- Jacques Bouanich : Félix Boulevardez
- Cerise Calixte : Maria Boulevardez
- Élisa Bourreau : Nubia Gross
- Mélissa Berard : Nubia Gross et Maria Boulevardez (voix chantées)
- Marie Tirmont : Zoé
- Corinne Wellong : Charlotte
- Christophe Peyroux : Bobby Proud et Magic Kelly
- Louisa Lacroix : Maya
- Emmanuel Garijo : Michael et Frankie
- Simon Koukissa : Kareem
- Cédric Ingard : Rob Riggle
- Patricia Legrand : Peabo, BeBe & CeCe

- Version française[8]
  - Studio de doublage : Dubbing Brothers
  - Direction artistique : Marjorie Frantz (saisons 1-2) puis Danièle Bachelet (saison 3)
  - Adaptation : Sophie Deschaumes, Ghislaine Gozes, Michel Mella, Victor Aureillan

## Personnages

### Personnages principaux
- Penny Proud a 14 ans et est souvent embarrassée par Oscar Proud,son père, véritable papa-poule aux inventions culinaires parfois folles. Elle adore trainer avec ses amis Maria, Charlotte, Zoé et Stevie.
- Oscar Proud est le père de Penny, BéBé et CéCé. C'est le fils de Mamita. Oscar possède sa propre entreprise et fabrique une nourriture immangeable "Les casse-croûtes Proud". Oscar aime énormément son épouse, Trudy et ses enfants, avec qui il peut se montrer trop protecteur.
- Dr Trudy Proud est la femme d'Oscar Proud et la mère de Penny, BéBé et CéCé.Vétérinaire, son père est psychiatre.
- BéBé & CéCé Proud sont des jumeaux trouble-fêtes âgés d'un an. BéBé, le garçon, porte un magnifique afro et a toujours un biberon dans sa bouche. CéCé, la fille, est le portrait craché de Trudy. Elle porte un tutu rose. Ils adorent Penny à tel point qu'ils lui peuvent lui causer quelques ennuis. Ils prennent également un malin plaisir à martyriser Pouf, le chien de Mamita.
- Mamita Proud est une mamie cool , très stricte envers son fils Oscar mais beaucoup plus permissive avec Bobby. Malgré tout, elle les adore autant l'un que l'autre. Si Mamita est tombée sous le charme de Papi, le grand-père de Maria, lui, au contraire, ne semble pas partager ses sentiments.
- Pouf est le caniche de Mamita. Comme sa maîtresse, Pouf déteste Oscar et est souvent tourmenté par BéBé et CéCé
- Bobby Proud  est le frère d'Oscar Proud. Chanteur, il fait souvent des concerts avec son groupe les Blues Brothers et a un style très marqué par les années disco.
- Michael Collins, l'ami ouvertement gay et fluide de Penny.
- Maria Boulevardez, l'ennemie de Penny et la fille de Felix et Sunset. C'est la fille la plus belle et la plus populaire de l'école. Penny est obligée de rester avec elle car elles sont toutes deux amies avec Dijonay. LaCienega a reussi a convaincre ses parents ainsi que ceux de Penny qu'elle était gentille et attentionnée avec tout le monde alors qu'elle est arrogante et méchante avec les autres élèves de l'école.

## Épisodes

### Saison 1 (2022)
1. Nouveaux voisins (New Kids on the Block)
2. Mauvaise influence (Bad Influence(r))
3. Tout a commencé avec un ballon de basketball (It All Started with an Orange Basketball)
4. Figures paternelles (Father Figures)
5. Snackland
6. En voiture ! (Get In)
7. Roker la bonne fée (When You Wish Upon a Roker)
8. La prof en détresse (Home School)
9. La quinceañera (Raging Bully)
10. Destination Oklahoma, partie 1 (Old Towne Road Part. 1)

### Saison 2 (2023)
1. Destination Oklahoma, partie 2 (Old Towne Road Part. 2)
2. Entre les mains de Mamita (Grandma's Hands)
3. Idéaux et débats (Curved (en))
4. Un 10 à l'unanimité (A Perfect 10)
5. Puff Daddy
6. La Fin de l'innocence (The End of Innocence)
7. Les Soul Vibrations (The Soul Vibrations)
8. Encore nous (Us Again)
9. BeBe (en)
10. Le Jour de l'émancipation (Juneteenth (en))

### Saison 3 (2025)
1. Proud Family-Verse Part I
2. Proud Family-Verse Part II
3. The Shade of It All
4. Oh mère, où es-tu ? (O Mother, Where Art Thou?)
5. Nouvelle gameuse (Game Changer)
6. Retour dans le passé (Forward to the Past)
7. Le vrai Young Toddler peut-il se lever ? (Will the Real Young Toddler Please Stand Up?)
8. Wiz Kid
9. Sauvage, perdu et libre, partie 1 (Wild, Lost and Free, Part I)

### Saison 4 (2026)
1. Sauvage, perdu et libre, partie 2 (Wild, Lost and Free, Part II)